# شاید شیطان
«شاید شیطان» (فرانسوی: Le diable probablement‎) یک فیلم درام فرانسوی به کارگردانی روبر برسون است که در سال ۱۹۷۷ منتشر شد. این فیلم در بیست و هفتمین دوره جشنواره بین‌المللی فیلم برلین به نمایش درآمد و برنده جایزه خرس نقره‌ای (جایزهٔ ویژهٔ هیأت داوران جشنواره) گردید.

## خلاصه داستان
شارل دانشجویی پاریسی است که قبلاً در جنبش چپ دانشجویی، فعال بوده‌است. او جوانی ۲۰ ساله، محزون با موهای بلند و چهره‌ای جذاب است، اما چنان از نواقص جامعه انسانی آزرده است که احساس از خود بیگانگی و افسردگی می‌کند. او دوستان خوبی دارد و دو دختر به او عشق می‌ورزند.این دوستان وقتی می‌فهمند شارل قصد خودکشی دارد نهایت تلاششان را می‌کنند که او را منصرف کنند یا برایش کمک تخصصی فراهم کنند. تکه فیلم‌های مستندی در باره وحشت از آلودگی‌هایی که محیط طبیعی را تهدید می‌کند، قتل عام فک‌های دریایی، فیل‌ها، اسب‌های آبی، استثمار سرمایه‌داری، چپاول منابع طبیعی و غفلت از فقرا در فیلم وجود دارد. شارل برای رسیدن به آرامش، به مذهب، موزیک، مواد مخدر و عشق آزاد پناه می‌برد، اما هیچکدام از این‌ها او را آرام نمی‌کند. او به دکتر روانکاو می‌گوید: «خودکشی گناه است» و برای همین یک معتاد به مواد مخدر را اجیر می‌کند تا او را در قبرستان پرلاشز، با شلیک گلوله بکشد.